# Волкенштајн (Ерцгебирге)
Волкенштајн (њем. Wolkenstein) град је у њемачкој савезној држави Саксонија. Једно је од 69 општинских средишта округа Ерцгебирге. Према процјени из 2010. у граду је живјело 4.175 становника. Посједује регионалну шифру (AGS) 14521670.

## Географски и демографски подаци
Волкенштајн се налази у савезној држави Саксонија у округу Ерцгебирге. Град се налази на надморској висини од 553 метра. Површина општине износи 30,5 km². У самом граду је, према процјени из 2010. године, живјело 4.175 становника. Просјечна густина становништва износи 137 становника/km².

## Међународна сарадња
| Мјесто      | Држава  | Врста сарадње | Од    |
| ----------- | ------- | ------------- | ----- |
| Волкенштајн | Италија | контакт       | 1990. |
| Извор       |         |               |       |